# Álex Diego
Álex Diego Tejado (Città del Messico, 1º luglio 1985) è un allenatore di calcio ed ex calciatore messicano, di ruolo centrocampista.

## Caratteristiche tecniche
Giocava come mediano.

## Carriera
Cresciuto nel settore giovanile del Pumas UNAM, vi ha militato dal 2006 al 2010 disputando 28 partite. Nel prosieguo della carriera ha militato a cavallo fra prima e seconda divisione messicana con Atlante, Lobos BUAP, Delfines ed Oaxaca.
Terminata la carriera da calciatore nel 2017, nel dicembre 2018 è stato nominato tecnico dell'Oaxaca, carica che ha ricoperto fino all'aprile seguente. Un mese più tardi si è accordato con l'Atlante.